# Bovale Sardo
Bovale Sardo ist das Synonym der spanischen Rotweinsorte Graciano, die in der italienischen Region Sardinien kultiviert wird und zur kleinen Familie der Bovale-Reben gehört. Sie wird im Allgemeinen nicht reinsortig ausgebaut, sondern als Verschnittpartner verwendet. Aus dieser Sorte werden zum Beispiel die DOC-Weine Campidano di Terralba und Mandrolisai gekeltert, die einen herben Charakter haben. Anfang der 1990er Jahre betrug die bestockte Rebfläche 922 Hektar.

## Ampelographische Sortenmerkmale
In der Ampelographie wird der Habitus folgendermaßen beschrieben:
- Die Triebspitze ist offen. Sie ist weißwollig behaart, mit einem leichten karminrotem Anflug an der äußersten Spitze. Die Jungblätter sind nur spinnwebig behaart.
- Die mittelgroßen Blätter sind fünflappig und kaum gebuchtet. Die Stielbucht ist lyrenförmig offen. Das Blatt ist stumpf gezahnt. Die Zähne sind im Vergleich zu anderen Sorten mittelgroß. Die Blattoberfläche (auch Blattspreite genannt) ist blasig derb.
- Die walzenförmige Traube ist mittelgroß und dichtbeerig. Die ovalen Beeren sind mittelgroß und von violett-schwarzer Farbe. Die Schale der Beere ist dickwandig.

Die wuchskräftige Rebsorte reift ca. 35–40 Tage nach dem Gutedel und gilt somit als sehr spät reifend. Die robuste Sorte treibt spät aus. 